# Schloss Drasendorf

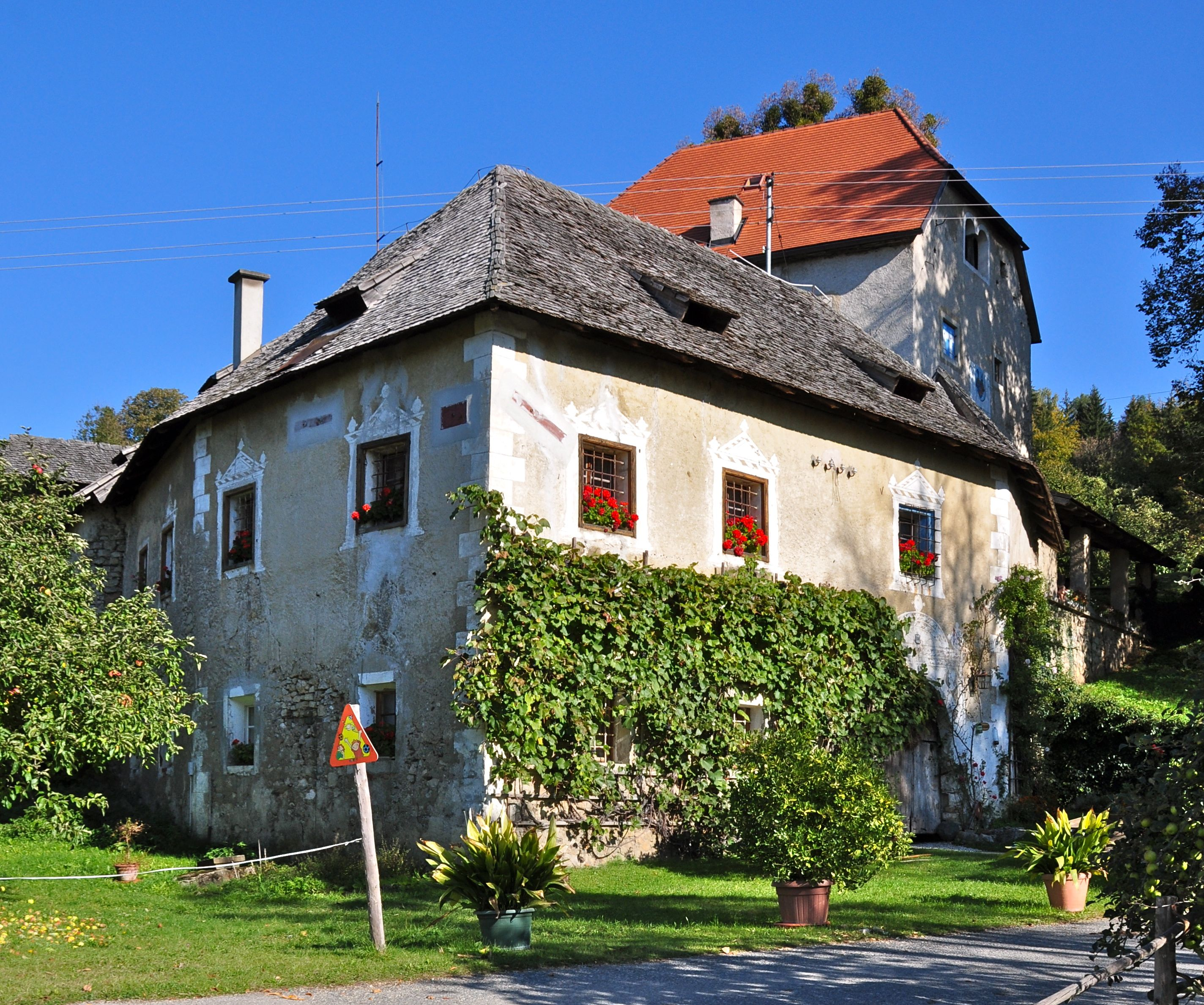
Schloss Drasendorf (2006)

Schloss Drasendorf, auch als Gut Grub oder Wuchererschlössl bezeichnet, ist ein denkmalgeschütztes Bauwerk im gleichnamigen Ort in der Gemeinde St. Georgen am Längsee in Kärnten.

## Geographische Lage
Das Schloss ist zugleich historischer Mittelpunkt des Ortes Drasendorf (2011: 227 Einwohner) und liegt leicht erhöht über dem Ostufer des Längsees, etwa zwei Kilometer nordöstlich vom Hauptort der Gemeinde St. Georgen entfernt.

## Geschichte
Das Gut und der sich darum entwickelnde Ort waren mindestens seit dem 13. Jahrhundert bis zum Jahr 1782 im Besitz des unweit gelegenen Benediktinerinnenklosters St. Georgen. Die älteste urkundliche Erwähnung des Ortes stammt aus dem Jahr 1152, die des Bauwerks als „Dreisindorf“ aus der Zeit zwischen 1162 und 1181. Drasendorf wurde an ein kleinadeliges Geschlecht zu Lehen vergeben, das sich nach dem Ansitz benannte. Gegen Ende des 13. Jahrhunderts wurde Ulrich von Dressendorf, kurz darauf ein Gunther und Niklas genannt. Offenbar ist das Geschlecht aber schon zu Beginn des 14. Jahrhunderts ausgestorben, über die direkten Nachfolger gibt es keine urkundlichen Hinweise. Für das Jahr 1402 ist urkundlich Hans der Wucherer von Drassendorf als auf dem Anwesen ansässig belegt. 1454 verlieh Kaiser Friedrich III. Erasmus Wucherer und seinem Sitz in Drassendorf einen eigenen Burgfried. Dieses Geschlecht war noch bis zu Beginn des 17. Jahrhunderts in Besitz von Drassendorf, im Zuge der Gegenreformation mussten allerdings mehrere protestantisch gesinnte Familienmitglieder nach Augsburg auswandern. Der katholisch gebliebene Familienzweig starb in Kärnten um 1860 aus, die Bezeichnung „Wuchererschlössl“ für Schloss Drasendorf hat sich im Volksmund dennoch bis heute gehalten.
Nach der Aufhebung des Stiftes St. Georgen gelangten Klostergebäude sowie Schloss Drasendorf durch Versteigerung im Jahr 1788 an den Industriellen Max Thaddäus Egger, der die Gebäude restaurieren ließ. Nach dem Aussterben derer von Egger übernahm Otto Slavik 1920 das Anwesen, seit 1941 ist die Familie Werginz im Besitz des Schlosses und führt hier einen landwirtschaftlichen Betrieb.

## Baubeschreibung
Schloss Drasendorf besteht aus einem zweigeschoßigen Bau sowie dem älteren, etwas höher gelegenen, dreigeschoßigen Wohnturm, der kurz nach 1400 bereits von der Familie Wucherer errichtet worden ist und seither nur unwesentlich verändert worden ist. Auf der Nordseite des mit einem steilen Krüppelwalmdach versehenen, nahezu quadratischen Turmes befindet sich das spitzbogige Eingangstor, das wie die darüber angebrachte Kreuzfasche auf das frühe 15. Jahrhundert datiert wird. An der Westseite der Dachzone weisen gekuppelte Zwillingsfenster bereits auf die Renaissancezeit hin.
Das rundbogige Tor und die Fenster des unteren Wohn- und Wirtschaftsgebäudes, das im 16. Jahrhundert angebaut worden ist, haben eine Umrahmung mit Sgraffitomalereien.
Von den früheren Wehreinrichtungen wie Außenmauern und Gräben um das Anwesen ist heute nichts mehr zu sehen.